# Imaginary Heroes
Pour plus de détails, voir Fiche technique et Distribution.
Imaginary Heroes est un film américain réalisé par Dan Harris, sorti en 2004.

## Synopsis
La fille Travis est sous le choc quand le fils aîné Matt, populaire champion de natation, se suicide sans expliquer son geste.

## Fiche technique
- Titre : Imaginary Heroes
- Réalisation : Dan Harris
- Scénario : Dan Harris
- Musique : Deborah Lurie
- Photographie : Tim Orr
- Montage : James Lyons
- Production : Illana Diamant (en), Moshe Diamant (en), Frank Hübner, Art Linson, Gina Resnick et Denise Shaw
- Société de production : ApolloProMedia, QI Quality International, Signature Pictures et Art Linson Productions
- Société de distribution : Sony Pictures Classics (États-Unis)
- Pays :  États-Unis,  Allemagne et  Belgique
- Genre : Comédie dramatique
- Durée : 111 minutes
- Dates de sortie : 
  - États-Unis : 17 décembre 2004

## Distribution
- Sigourney Weaver : Sandy Travis
- Emile Hirsch : Tim Travis
- Jeff Daniels : Ben Travis
- Michelle Williams : Penny Travis
- Kip Pardue : Matt Travis
- Deirdre O'Connell : Marge Dwyer
- Ryan Donowho : Kyle Dwyer
- Suzanne Santo : Steph Connors
- Jay Paulson : Vern
- Luke Robertson : Jack Johnson
- Lee Wilkof : Mitchell Goldstein
- Terry Beaver : Dr. Montey
- Sara Tanaka (en) : Shelly Chan

## Accueil
Le film a reçu un accueil mitigé de la critique. Il obtient un score moyen de 53 % sur Metacritic.